# Канокијеле (Потенца)
Канокијеле (итал. Canocchielle) је насеље у Италији у округу Потенца, региону Базиликата.
Према процени из 2011. у насељу је живело 89 становника. Насеље се налази на надморској висини од 1111 м.